# Maurice Letchford
Maurice Letchford (né le 27 août 1908 à Pretoria et mort le 15 août 1965) est un lutteur sportif canadien.

## Biographie
Maurice Letchford obtient une médaille de bronze olympique, en 1928 à Amsterdam en poids mi-moyens.

## Palmarès

### Jeux olympiques
- Jeux olympiques d'été de 1928 à Amsterdam
  -  Médaille de bronze en -72 kg